# Зоря Тігардена
Зоря Тігардена (інші назви — SO J025300.5+165258, 2MASS J02530084+1652532, LSPM J0253+1652) — червоний карлик типу M у сузір'ї Овна, розташований на відстані 12 світлових років від Сонячної системи. Попри близькість до Землі, побачити цю тьмяну зорю з видимою зоряною величиною 15 можна лише в потужний телескоп. З'ясувалося, що ця зоря має дуже швидкий власний рух, — 5 кутових секунд на рік. Наразі відомі лише сім зір із таким великим власним рухом.

## Відкриття
Зорю Тігардена було відкрито у 2003 р. на основі даних для відстеження астероїдів, накопичених упродовж попередніх років. Ці дані являють собою цифровий архів, створений на основі зображень в оптичному діапазоні, отриманих упродовж п'яти років у рамках програми відстеження навколоземних астероїдів Near Earth Asteroid Tracking (NEAT) за допомогою двох 1-метрових телескопів, розташованих у Мауї. Зоря дістала ім'я на честь керівника команди відкривачів Боннарда Тігардена (Bonnard J. Teegarden) — астрофізика Центру космічних польотів імені Ґоддарда в НАСА.
Тривалий час астрономи вважали, що на відстанях до 20 світлових років від Землі існує багато ще не відкритих карликових зір, оскільки дослідження зір різних типів свідчать, що кількість найближчих карликових зір менша від очікуваної, адже такі зорі тьмяні, через що їх легко не помітити. Команда Тігардена виходила з припущення, що такі тьмяні зорі можна було б віднайти шляхом аналізу даних масштабних досліджень в оптичному діапазоні, отриманих упродовж попередніх років у рамках різноманітних космічних програм, здійснюваних з іншою метою. Відтак, вони повторно проаналізували дані відстеження навколоземних астероїдів програми NEAT і знайшли цю зорю. Пізніше її було також ідентифіковано на фотографічних пластинах Паломарского атласу, отриманих в 1951 р. Це відкриття важливе також тим, що команда не мала безпосереднього доступу до жодного телескопа і що на момент відкриття до її складу не входив жодний астроном.

## Властивості
Зірка Тігардена класифікується як червоний карлик. Її приблизна розрахункова маса 0,09 від сонячної, а радіус майже в 10 разів менше сонячного, що ледь вище межі коричневих карликів. За своєю суттю низька температура таких об'єктів пояснює, чому вона не була виявлена раніше, оскільки вона має видиму зоряну величину лише 15,1 (і абсолютну зоряну величину 17,22). Як і більшість червоних і коричневих карликів, він випромінює більшу частину своєї енергії в інфрачервоному спектрі.
Відповідно до перших вимірювань, її паралакс становив 0,43 ± 0,13 кутової секунди. Якби це відповідало дійсності, відстань до зорі становила б лише 7,5 світлового року, тобто вона була б третьою за відстанню зоряною системою від Сонця (між зорею Барнарда та зорею Вольф 359). Однак навіть у той час з аномально низької світимості (абсолютна зоряна величина становила б 18,5) і великої невизначеності паралакса випливало, що насправді вона розташована дещо далі. Вона все одно є однією з найближчих до Сонця зір, але не настільки близькою. У 2009 р. Джордж Гейтвуд (George David Gatewood) здійснив точніше вимірювання паралакса й отримав значення 0,2593 кутової секунди, на основі якого й розраховано загальноприйняте наразі значення відстані — 12,578 світлового року.

## Пошуки планет
У 2019 році відкриття в обсерваторії Кала-Альто було оголошено в рамках проєкту CARMENES з використанням методу радіальної швидкості двох планет, схожих на Землю, в зоні проживання в зоряній системі Тігардена: Тігарден b та Тігарден c.

## Найближче оточення зорі

Зоря Тігардена (зверху в центрі) — 24-та за відстанню від Сонячної системи.

Перелічені нижче зоряні системи розташовані на відстані до 10 світлових років від зорі Тігардена:
| Зоря             | Спектральний клас    | Відстань, св. років |
| L 1159-16        | M4,5 Ve              | 4,0                 |
| ε Ерідана        | K2 V                 | 5,8                 |
| τ Кита           | G8 Vp                | 7,7                 |
| Зоря ван Маанена | DZ7                  | 7,8                 |
| Лейтен 726-8 AB  | M4,6 Ve / M6,0 V     | 8,0                 |
| ο2 Ерідана ABC   | M4,6 Ve / M6,0 V / M | 8,7                 |
| YZ Кита          | M4,5 Ve              | 8,8                 |
| Грумбридж 34 AB  | M1.3 V / M3,8 Ve     | 8,9                 |
| Росс 248         | M4,9-5,5 Ve          | 9,7                 |